# Língua sanumá
A língua sanöma, sanumá ou sanɨma é uma da seis línguas da família linguística yanomami, falada nos estados de Amazonas e de Roraima no Brasil, e na Venezuela, principalmente na região do rio Auaris. A língua é falada aproximadamente 4.600 pessoas do povo sanöma, no qual no Brasil, são cerca de 3.164 falantes, e na Venezuela, cerca de 1.444 falantes. É a terceira mais comum entre as línguas yanomami no Brasil a segunda língua mais falada por esse grupo na Venezuela. Além disso, é considerada a língua da família yanomami menos inteligível pelos falantes das outras variedades linguísticas.
A língua sanöma possui três principais variações: o dialeto de Awaris, o de Hokomawä e o de Aracaçá. O dialeto de Awaris é falado na região do rio Auaris em Roraima, por cerca de 3.000 pessoas, sendo a variação do sanöma mais usada. Já o dialeto de Hokomawä é usado na comunidade de Hokomawä, por cerca de 180 pessoas, na região da fronteira entre Brasil e Venezuela. E o dialeto de Aracaçá é falado por 30 pessoas na comunidade de Aracaçá, que fica a leste da região de Auaris.
Ao longo da história, os yanomami mantiveram relações com outros grupos indígenas, seja por meio de guerras ou de trocas. Dentre esses grupos, incluem-se os Karib, ao norte e a leste de seu território; e populações Aruak, ao sul e oeste. Por causa disso, estudiosos acreditam que a língua sanöma, por mais que pertença a família linguística yanomami, é possível que tenha sofrido influência das língua da família Karib e Aruak, devido a traços linguísticos compartilhados por essas línguas.

## Etimologia
O nome da língua sanöma tem origem na própria autodenominação do povo sanöma, que se chamam Sanïma Töpö. Nesse contexto, "Sanïma" significa "gente", representando o ser humano ou o povo em si, enquanto "Töpö" é um sufixo que indica o plural. Portanto, o termo sanöma faz referência direta ao povo que fala essa língua. 

## Distribuição

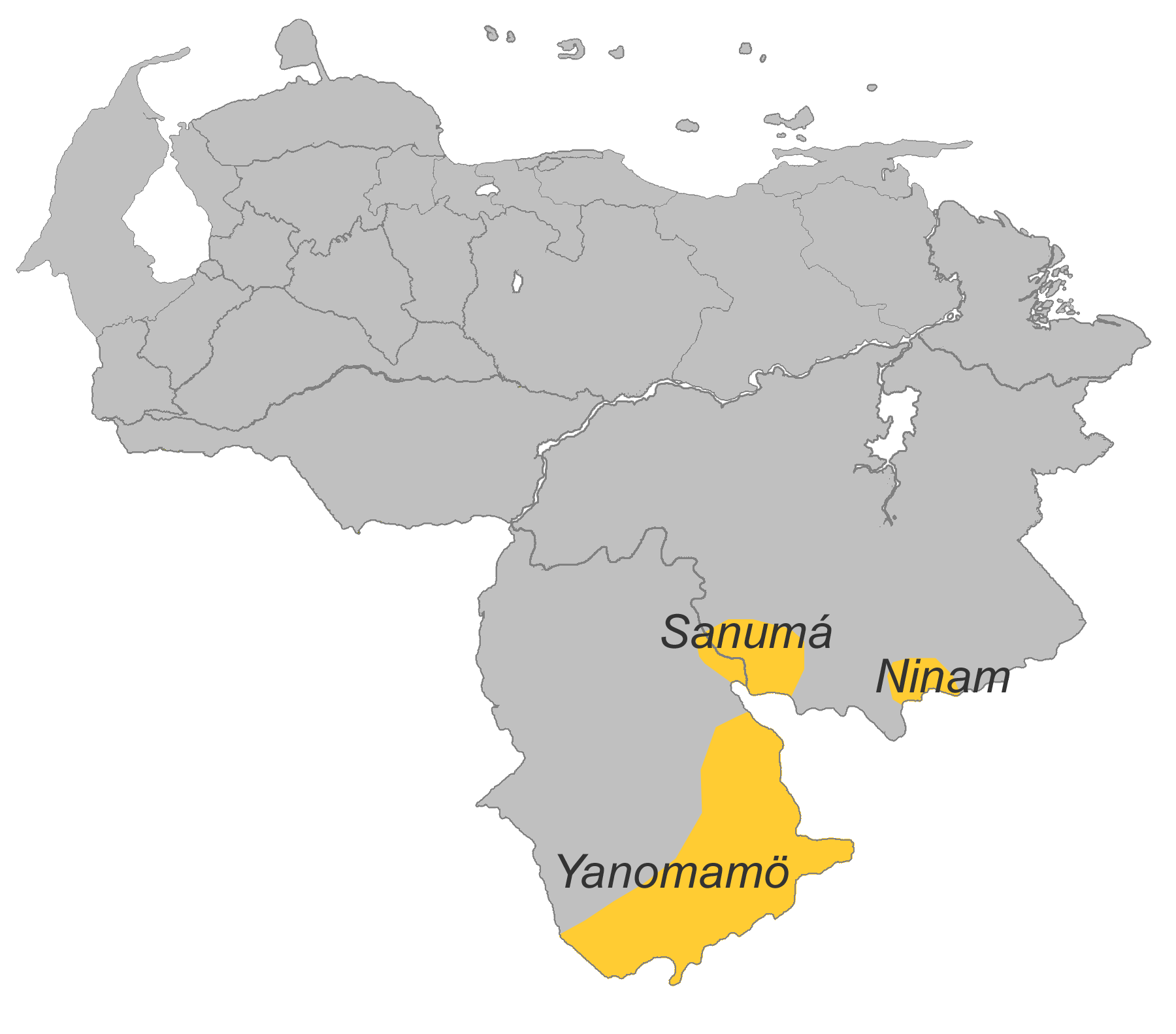
Distribuição dos sanöma e outros povos yanomami na Venezuela

Os falantes do sanömas estão distribuídos na fronteira entre o Brasil e a Venezuela, na Serra Parima, uma das cadeias de montanhas que compõem a formação geológica do Planalto das Guianas. No Brasil, eles se concentram na bacia do rio Auaris, no extremo noroeste do estado de Roraima, e também em algumas áreas da Venezuela. A maioria deles vive na Terra Indígena Yanomami, a maior área indígena demarcada do Brasil, 9,66 milhões de hectares, onde convivem povos yanomami e ye'kwana. Essa área tem sofrido diversas ameaças, como mineração ilegal, garimpo, pesca, caça e agricultura, o que culminou em uma crise humanitária em 2022, com mortes em massa, fome, deslocamentos forçados e outras violações de direitos humanos.
No Brasil e na Venezuela o território yanomami abriga em torno de 40 mil yanomami e possui cerca de 192 mil quilômetros quadrados. Na Terra Indígena Yanomami (TIY), além das 30 mil pessoas dos grupos indígenas yanomami, lá vivem também cerca de 700 ye'kwana, povo da família linguística Karib, que ocupam em sua maior parte a Venezuela, mantendo poucas relações de troca com os yanomami. Além disso, a partir de 2017, um grupo sanöma iniciou um deslocamento de saída da região do rio Auris para uma região chamada Korekorema, às margens do Rio Uraricoera. Com isso, os sanöma vem construindo uma relação mais próxima com os Yanomam de Palimiú, o que poderá trazer novas dinâmicas sociais e mudanças linguísticas para esses grupos.

### Dialetos
Embora a grande maioria dos sanöma falem o mesmo dialeto da região do rio Auaris, língua sanöma possui outras duas principais variações, faladas nas comunidade de Hokomawä e Aracaçá, ambas muito usados na Venezuela.
Os principais dialetos sanöma são:
- Dialeto de Auaris
- Dialeto de Hokomawä
- Dialeto de Aracaçá

O dialeto de Auaris, o mais comum é falado por cerca de 3.000 pessoas em uma área onde vivem 35 comunidades sanöma e 5 ye'kwana; o dialeto de Hokomawä, com 180 falantes da comunidade de Hokomawä, é originário da Venezuela e seus falantes possuem fortes laços com grupos venezuelanos. E o dialeto de Aracaçá, com apenas 30 falantes e pouco estudado devido ao isolamento e impactos do garimpo.

## História

### Origem dos sanöma
Os primeiros registros históricos dos sanöma datam de 1838, quando  Agostino Codazzi [en] realizou a primeira estimativa populacional da Amazônia venezuelana e identificou três grupos no Alto Orinoco: Kirihanas, Guaharibos e Guaycas. A partir desses registros, da cartografia histórica e da história oral, é possível supor que, por volta de 1850, os sanöma viviam entre os rios Metacuni e Ocamo, antes de sua diáspora.

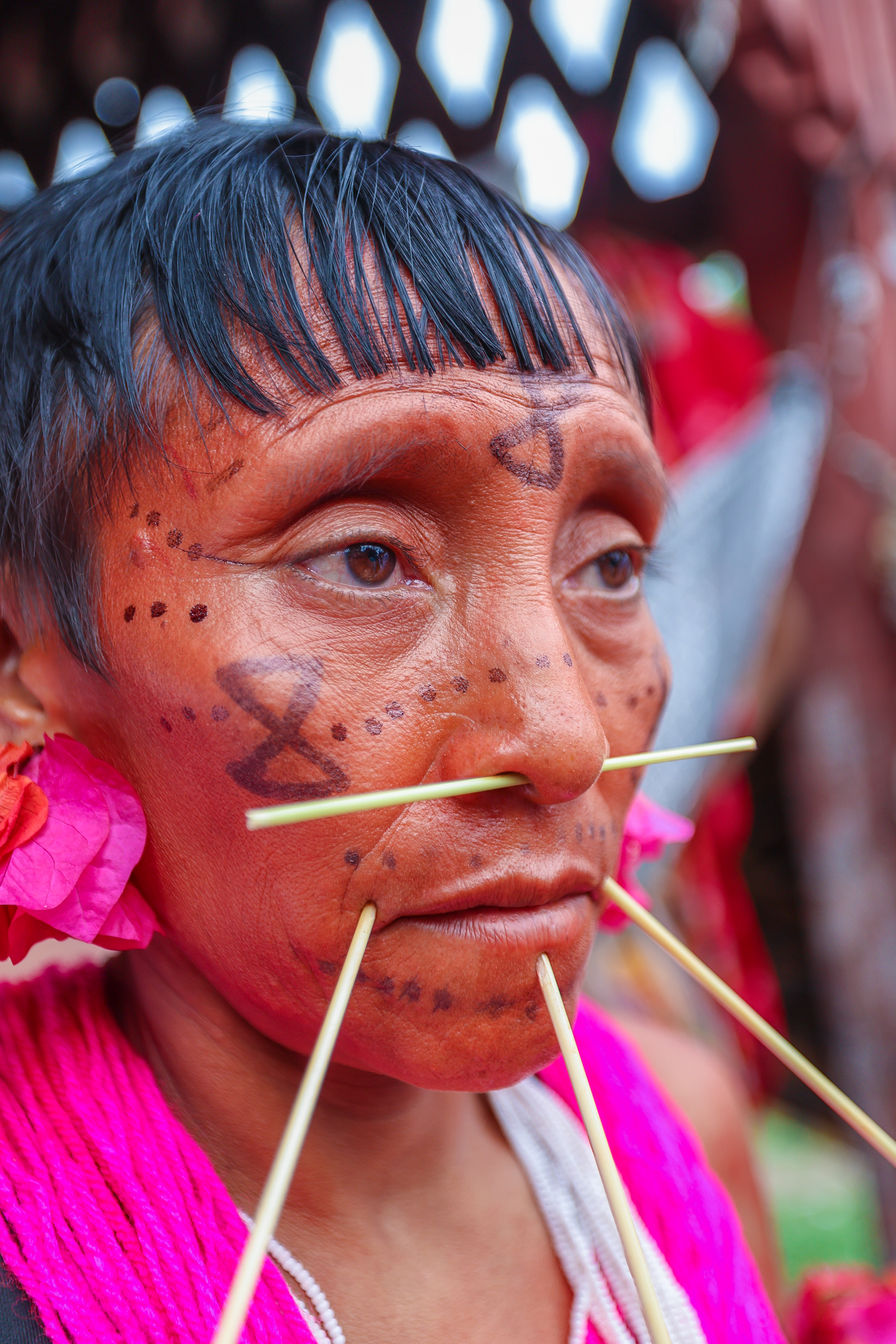
Mulher yanomami

A partir daí o processo de dispersão dos yanomami teria começado da Serra Parima, bem na divida do Brasil com a Venezuela, e em meados do século XX, atingiram a ocupação territorial semelhante a que habitam hoje. Há relatos de que essa dispersão teria começado devido a conflitos com outros grupos étnicos, e por causa da crescente economia da borracha na região, que promoveu um aumento na quantidade de bens industrializados disponíveis. Esse processo consolidou as diferenças linguísticas e culturais que é possível ver nos dias de hoje, devido aos vários contatos, de conflito e aliança, que tiveram com outros grupos indígenas da região: ao norte e leste, os da família linguística Karib (ye'kwana, Parukoto, Sapara, Pauxiana); ao sul e oeste, os da família linguística Aruaque (Bauhana, Mandawaka, Yabahana, Kuriobana, Manao e Baré); e também com falantes de outras famílias linguísticas isoladas (Naduhup, Awaké, Marakana).
Até o final do século XIX, os Yanomami interagiam apenas com grupos indígenas próximos. No Brasil, o primeiro contato com não indígenas ocorreu entre 1910 e 1940, com extrativistas locais, militares da Comissão de Limites e funcionários do SPI (Serviço de Proteção ao Indígena). Entre 1940 e 1960, postos do SPI e missões religiosas trouxeram contatos permanentes, mas também surtos epidêmicos graves, como sarampo, gripe e coqueluche. A partir de 1970, o contato com a sociedade não indígena aumentou devido a projetos do governo militar na Amazônia, como a construção da estrada Perimetral Norte e a invasão garimpeira, que prejudicaram gravemente os yanomami.

No final da década de 1980 e 1990, a invasão garimpeira na TIY afetou os sanöma, trazendo não só garimpeiros como também doenças, principalmente a malária. Em 2000, a ONG Urihi Saúde passou a atender a região, respeitando o modo de vida dos sanöma e formando Agentes Indígenas de Saúde. A presença desses serviços em Auaris atraiu muitos sanöma, contribuindo para sua sedentarização na região. Antes, os sanöma viviam em constante mobilidade, mudando-se conforme a caça e o cultivo. Hoje, ainda há comunidades que se deslocam, mas em menor número.

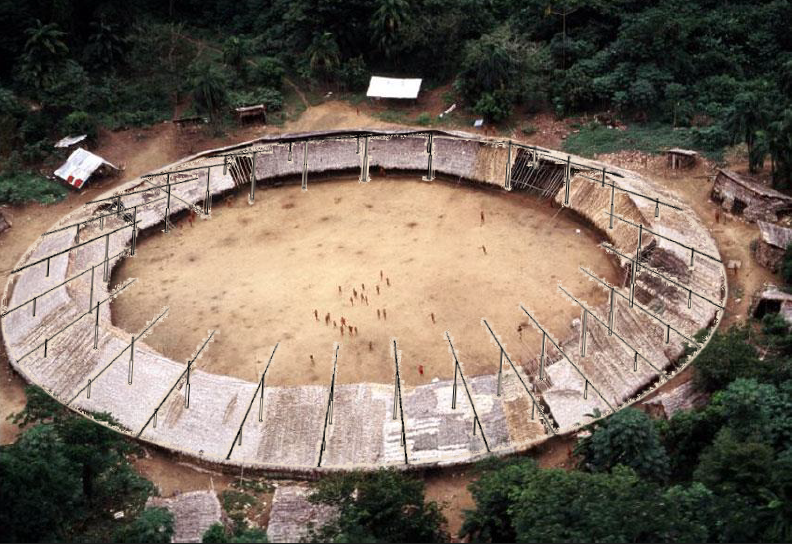
Terra Indígena yanomami

Hoje, os sanöma habitam a porção norte Terra Indígena Yanomami, entre os afluentes do rio Branco e rio Negro, no noroeste do estado da Roraima e extremo norte do estado do Amazonas. Na Venezuela, os sanöma habitam a parte da bacia do rio Orinoco e rio Cassiquiare. A TIY foi homologada em 25 de maio de 1992 pelo decreto do presidente Fernando Collor, contando com 9,66 milhões de hectares, e é lar dos diversos yanomami e outro grupos indígena, os iecuanos.

### História da língua sanöma
Sobre as línguas yanomami, estudiosos já levantaram hipóteses do surgimento concreto desta família, mas ninguém nunca concluiu de onde ela teria surgido. A hipótese mais aceita é de que ela seja uma família linguística isolada, descendente de um grupo indígena que teria permanecido por muito tempo isolado. Mas que apesar disso, nos últimos séculos criou novas características a partir do contato com os grupos indígenas vizinhos, como os de família linguística Karib e Aruak. Segundo o o etnólogo Jacques Lizot [en], a língua sanöma em específico teria sido muito influenciada pelo povo vizinho ye'kwana.
Grande parte dos falantes do sanöma são monolíngues, com uma pequena parcela falante também do português e de outras variações de línguas indígenas locais, como o Yanomae, dialeto do Yanoman. Esse número de bilíngues vem crescendo lentamente, com os jovens que se envolvem em projetos interculturais como os cursos de formação oferecidos pela CCPY (Comissão Pró-Yanomami) ou professores de escolas da comunidade, que acabam tendo mais contato com Boa Vista e aprendendo o português.

## Fonologia

### Vogais
As vogais no sanöma são compostas por vogais orais breves, vogais nasais e uma vogal oral longa. As vogais orais breves possuem sete fonemas (/i/, /ɨ/, /u/, /e/, /ə/, /o/, /a/), enquanto as vogais nasais são compostas por seis fonemas (/ã/, /ĩ/, /ũ/, /ẽ/, /õ/, /ɨ̃/), representadas por um til (~) acima do grafema (com exceção do ə, cuja ocorrência nasal não foi atestada). Já entre as vogais orais longas, foi identificada apenas uma (/aː/). Trabalhos entre outras línguas yanomami afirmam duas vogais iguais em sequencia não são pronunciadas como uma unidade só, e sim com uma pausa entre elas, o que isso gera hiatos, não vogais orais longas.
Assim temos o seguinte quadro com os fonemas vocálicos da língua sanöma:
|             | Anterior | Média  | Posterior |
| ----------- | -------- | ------ | --------- |
| Fechada     | i ĩ      | ɨ ɨ̃    | u ũ       |
| Semifechada | e ẽ      | ə      | o õ       |
| Aberta      |          | a ã aː |           |

Abaixo, segue uma tabela de comparação da pronúncia de alguns pares mínimos (duas palavras que se diferenciam por apenas um fonema) para uma melhor percepção de como a mudança na pronúncia delas pode afetar seus sentidos.
| Fonema    | vogal oral  | Português                 | vogal nasal | Português     |
| --------- | ----------- | ------------------------- | ----------- | ------------- |
| /i/, /ĩ/  | [ˈhi.ʃa]    | aqui                      | [ˈhĩ.ʃa]    | rapaz         |
| /ɨ/, /ɨ̃/  | [pɨ]        | plural de terceira pessoa | [pɨ̃]        | pai dele/dela |
| /a/, /ã/  | [saj]       | casa                      | [sãj]       | carne         |
| Fonema    | vogal breve | Português                 | vogal longa | Português     |
| /a/, /aː/ | [ma]        | não                       | [maː]       | água          |
| /a/, /aː/ | [taɨ]       | saber                     | [taːɨ]      | ver           |

### Consoantes
A língua sanöma é composta por onze fonemas consonantais (/p/, /t/, /k/, /m/, /n/, /s/, /h/, /tʰ/, /w/, /j/, /l/), como demonstra a tabela abaixo:
|                     | Bilabial | Alveolar | Velar | Glotal |
| ------------------- | -------- | -------- | ----- | ------ |
| Oclusiva            | p        | t        | k     |        |
| Oclusiva aspirada   |          | tʰ       |       |        |
| Nasal               | m        | n        |       |        |
| Fricativa           |          | s        |       | h      |
| Aproximante         | w        | j        |       |        |
| Aproximante lateral |          | l        |       |        |

No sanöma, o vozeamento de fones consonantais não é um traço distintivo, uma  vez que as consoantes oclusivas (/p/, /t/, /k/) e a fricativa /s/ podem ser pronunciadas tanto como surdas ([p], [t], [k], [s], [ʃ]), quanto como sonoras ([b], [d], [g], [z], [ʒ]).
Além disso, o sanöma não possui a aproximante /j/ em posição de ataque de sílaba, somente em coda silábica. Nesse caso, a semivogal /j/ que costuma realizar a posição de ataque de sílaba em outras línguas da família yanomami, ocorre no sanöma como /s/.
Abaixo seguem alguns pares mínimos que comparam os fonemas consonantais no sanöma:
| Fonema    | sanöma    | Português                      | sanöma    | Português          |
| --------- | --------- | ------------------------------ | --------- | ------------------ |
| /p/, /t/  | [pu]      | mel                            | [tu]      | classificador/ rio |
| /tʰ/, /k/ | ['tʰa.ka] | buraco                         | ['ka.ka]  | rasgar             |
| /p/, /tʰ/ | ['po.ko]  | braço                          | ['tʰo.ko] | tosse              |
| /s/, /h/  | ['sa.ma]  | anta                           | ['ha.ma]  | visitante          |
| /w/, /l/  | ['wa.lo]  | chegar                         | ['la.lo]  | reproduzir         |
| /m/, /n/  | ['mo.hi]  | estar com preguiça             | ['no.hi]  | amigo              |
| /tʰ/, /h/ | ['tʰo.ko] | tosse                          | ['ho.ko]  | bacaba             |
| /p/, /m/  | ['po.ko]  | braço                          | ['mo.ko]  | moça               |
| /p/, /w/  | ['pa.so]  | macaco aranha                  | ['wa.so]  | espécie de morcego |
| /m/, /w/  | ['ma.no]  | magro/ esquelético             | ['wa.no]  | homem              |
| /t/, /s/  | [tə]      | classificador nominal genérico | [sə]      | bater              |
| /t/, /n/  | ['wa.ti]  | frio                           | ['wa.ni]  | ruim               |
| /s/, /n/  | ['so.ka]  | fruta                          | ['no.ka]  | seguir             |
| /s/, /l/  | ['ho.se]  | irmão mais novo                | ['ho.le]  | engatinhar         |
| /n/, /l/  | ['na.ka]  | chamar                         | ['la.ka]  | taquara            |

### Padrões silábicos
Certamente, o tipo de sílaba mais comum é CV (consoante, vogal), mas também há a ocorrência de V (vogal), CVC (consoante, vogal, consoante), VC (vogal, consoante) e CVV (consoante, vogal, vogal). Essa última pode acontecer por ditongação ou por alongamento vogal.
| Padrão | Português | Sanöma    | Pronúncia     |
| ------ | --------- | --------- | ------------- |
| CV     | veado     | hasa      | [ha.sa]       |
| V      | tatu      | opo       | [o.po]        |
| CVC    | cantando  | amamokule | [ã.mã.mõ.gul] |
| VC     | ingá      | tosaösö   | [,to.za.'ɨs]  |
| CVV    | você      | kawa      | [ka'wa]       |

## Ortografia

### História da escrita
Durante a década de 1960, missionários da MEVA (Missão Evangélica da Amazônia), entre eles, o missionário e linguista Donald Borgman, chegaram na região de Awaris. O grupo se fixou na região por aproximadamente uma década e nesse período, Borgman criou um alfabeto para padronizar o sistema fonológico sanöma, e hoje, os sanöma letrados utilizam-no perfeitamente para reproduzir os fonemas. A morfologia, porém, não parece ter sido um tema trabalhado pelos missionários, pois não há um padrão seguido por todos sanöma.

### Escrita
De acordo com os livros Alfabetização sanöma - consoantes e Alfabetização sanöma - vogais, onde é tratado o sistema de escrita sanöma usado nos dias de hoje, o alfabeto utilizado pela língua possui 10 vogais e 9 consoantes, sendo elas: 
| vogais  | vogais | consoantes | consoantes |
| grafema | fonema | grafema    | fonema     |
| ------- | ------ | ---------- | ---------- |
| A a     | /a/    | H h        | /h/        |
| Ã ã     | /ã/    | K k        | /k/        |
| E e     | /e/    | L l        | /l/        |
| I i     | /i/    | M m        | /m/        |
| Ĩ ĩ     |        | N n        | /n/        |
| O o     | /o/    | P p        | /p/        |
| Õ õ     | /ɨ/    | S s        | /s/        |
| U u     | /u/    | T t        | /t/        |
| Ö ö     | /ɨ̃/    | W w        | /w/        |
| Ä ä     | /ə/    |            |            |

## Gramática
Assim como as outras línguas yanomami, o sanöma constitui-se de duas classes principais de palavras: nomes e verbos. Essas classes são divididas com base em critérios morfológicos, na qual verifica os tipos de morfemas de cada palavra; semânticos, em que se analisa o sentido delas; e distribucionais, na qual é identificado a posição do item na sentença.
Sendo assim, as raízes nominais são caracterizadas por possuírem pelo menos um clítico de número à sua direita, ou um classificador nominal e pode receber ou não morfemas à sua esquerda. Já para as raízes verbais, é obrigatório possuírem um clítico funcional à esquerda, podendo ou não receberem morfemas à direita também, essas geralmente sendo enclíticos derivacionais, flexionais ou oracionais..

### Pronomes
No sanöma, os pronomes são compostos por três tipos: demonstrativos, possessivos e pessoais, variando em número e pessoa.

#### Demonstrativos
Os pronomes demonstrativos no sanöma indicam a localização dos objetos em relação ao falante e ao ouvinte. São eles: hi, mi e ki, no qual hi possui um sentido mais genérico, podendo também ser usado no lugar dos outros; mi ndica que a entidade está próxima do falante, sem levar em conta a distância do ouvinte; e ki, indica que a entidade demonstrada está longe de ambos.
Exemplos:
1. hi au halo ösö hõ? 
 Essa roupa é sua?
2. mi au halo ösö hõ? 
 Essa roupa é sua? (próximo ao falante)
3. ki au halo ösö hõ? 
 Aquela roupa é sua? (longe do falante e do ouvinte)

#### Possessivos
Existem dois pronomes possessivos no sanöma: ipa, na 1° pessoa do singular e au, na 2° pessoa do singular. A construção da sentença em primeira e segunda pessoa do singular é usar o pronome possessivo antes do objeto possuído.
Exemplos:
1. ki wano tönö ipa sai a thaki ke 
 Aquele homem construiu minha casa
2. au sai a toita 
 Tua casa é boa

Há também uma forma de expressar a posse por meio de uma construção analítica, composta pelo possuidor seguido do clítico de genitivo hai e do pronome anafórico ĩ antecedendo o objeto possuído. Essa configuração pode ser usada para posses na 1°, 2° e 3° pessoa do singular ou plural.
Exemplo:
1. pole a hai ĩ nii mataso ke 
 A comida do cachorro acabou (Lit. Do cachorro a comida acabou)
2. kami sa hai ĩ halo ösö kakapaso ke
 Minha roupa rasgou
3. kama Kunatoi a hai ĩ ulu anö pu usö wãsi ka ke
 O filho de Kunatoi chupou cana (Lit. De Kunatoi, o filho chupou cana)

#### Pessoais
Os pronomes pessoais no sanöma são divididos em 1°, 2° e 3° pessoa e em singular e plural. Além disso, podem ser uma raiz pronominal, ou seja, um morfema livre, ou um clítico, contendo informações de gênero e pessoa. Para a terceira pessoa do plural, existem dois tipos de clíticos: um tipo que se liga a nomes classificados e outro que se liga a nomes não-classificados. Em todos os casos, os clíticos ocorrem depois dos morfemas livres.
|           | morfema livre | singular | plural      |
| --------- | ------------- | -------- | ----------- |
| 1° pessoa | kami          | sa-      | samakö      |
| 2° pessoa | ka            | wa-      | makö        |
| 3° pessoa | kama / hii    | a-       | töpö / kökö |

1. ↑  Originalmente o pronome pessoal de segunda pessoa no morfema livre era 'kaho'. No entanto, ao longo do tempo, a sílaba 'ho' se perdeu, provavelmente por causa da perda da consoante velar aspirada [h].

Exemplos:
Primeira pessoa:
1. kami sanö ana sa amo nokopalöma 
 Eu moqueei cogumelo
2. kami samakö nö sätänapi töpö naha uli sama tä uli taömanöma
 Nós fizemos os não-índigenas conhecerem a floresta

Segunda pessoa:
1. ka wanö salaka pö noa naha ĩ kapi wa tä pii kule? 
 O que você quer em troca dos peixes?
2. ka makö ipalo waikio ke 
Vocês já comeram

Terceira pessoa:
1. kama a patasipö kutenö a sömöka komi 
 Ele é velho por isso está surdo
2. kama töpö patasipö kutenö töpö sömöka komi 
 Eles estão velhos por isso estão surdos

### Verbos
Os verbos no sanöma atendem a quatro categorias: Dinâmicos, Posicionais, Atributivos e Irregulares. A divisão deles leva em conta suas características morfológicas, ou seja, as funções dos morfemas que se ligam às raízes verbais e suas características semânticas, como os verbos que expressam movimento serem pertencentes à categoria de verbos dinâmicos. Mas apesar disso, há algumas exceções.
Em geral, a classe dos verbos dinâmicos é marcada pelo clítico =ö e expressam atividades, processos, podendo ser transitivos ou intransitivos. Os verbos posicionais, sinalizados pelo clítico =a ou por =o, e os verbos atributivos, marcados apenas por =o, são verbos estativos, de ocorrência intransitiva. Em alguns casos, os verbos irregulares usam o morfema =o também para expressar passado e presente, e o morfema =ö em alguns outros contextos.
Os verbos podem ser marcados por três tipos de enclíticos na posição pós verbal: os derivacionais, os flexionais e os oracionais. Os derivacionais são anexados nas raízes dos verbos e modificam seus sentidos ou criam novos verbos. Os flexionais podem representar o tempo, modo e aspecto verbal. Os oracionais tem a função de marcar orações subordinadas.

#### Tempo, modo e aspecto verbal
As marcas de tempo, modo e aspecto nos verbos são representadas pelos enclíticos flexionais, isto é, morfemas ligados diretamente à raiz e posicionados a direita dos enclíticos derivacionais. 
| Aspecto       | durativo     | =ti         |
| Aspecto       | distributivo | =la         |
| Aspecto       | celerativo   | =ta         |
| Aspecto       | perfectivo   | =laso / =so |
| Aspecto       | perfectivo   | =li         |
| Aspecto       | perfectivo   | =ki         |
| Aspecto       | perfectivo   | =pi         |
| Aspecto       | perfectivo   | =a          |
| Localização   | rio acima    | =laso       |
| Localização   | mesmo plano  | =taso       |
| Localização   | rio abaixo   | =kölö       |
| Direção       | venitivo     | =ima        |
| Direção       | andativo     | =lö         |
| Tempo         | presente     | =a / =la    |
| Tempo         | passado      | =ma         |
| Tempo         | passado      | =pi         |
| Tempo         | passado      | =pili       |
| Tempo         | passado      | =i          |
| Tempo         | passado      | =li         |
| Tempo         | futuro       | =po         |
| Classe Verbal | dinâmico     | =ö          |
| Classe Verbal | estativo     | =o          |
| Classe Verbal | posicional   | =a          |
| Negação       | =mi          | =mi         |

Os aspectos são divididos em durativo, distributivo, celerativo e perfectivo. O aspecto durativo indica a duração de uma situação por um certo período de tempo. O distributivo expressa o plural de verbos em contextos perfectivos, ou seja, indica que uma ação foi realizada por mais de uma entidade ou que a ação foi realizada mais de uma vez por uma entidade. O celarativo indica que uma ação foi realizada rapidamente. E o perfectivo, um aspecto comum entre todas as línguas yanomami, indica a visão geral de uma situação, sem analisar todas as circunstâncias dela.
Exemplos:
1. sätänapi tä inamoti tähä
Quando o indígena não brincou (aspecto durativo)
2. suö tönö halo ösöpö ãhulalöma 
A mulher torceu as roupas (aspecto distributivo)
3. polakapi ulu töpö ose walotakinö 
Duas crianças chegaram [repentinamente] (aspecto celerativo)
4. Venezuela hamö Totolima a hulasolöma 
Totolima foi para a Venezuela (aspecto perfectivo)

A localização utiliza o curso da água, de um rio ou igarapé, e o relevo para informar a proximidade de uma ação. Dessa forma, é possível expressar que uma ação tenha ocorrido na mesma margem do rio, na margem oposta, ou na direção de rio acima ou rio abaixo de onde esta o falante da enunciação. Há também a possibilidade de informar uma ação com base na altitude, se está localizada acima do falante, como em cima de uma árvore, ou se está próxima ou distante.
Exemplo:
1. Kunatoi a kalipalolasoa
Kunatoi está trabalhando (rio acima)

A direção, por usa vez, expressa se a ação ocorre na direção do falante (cislocativa/venitiva) ou se ocorre afastando-se dele (translocativa/andativa).
Exemplo:
1. maa tönö sai a naha ulu töpö läläima thai
As crianças estão correndo para casa por causa da chuva (venitivo - o falante está dentro de casa)
2. suötönö ulu tä halepolöma
A mulher está carregando a criança (andativo - na direção oposta ao falante)

O tempo é marcado pela evidencialidade ocorrida. A evidencialidade seria como a informação que está sendo enunciada foi obtida, podendo ser evidencial testemunhado (caso o veiculador viu), evidencial não testemunhado (caso o veiculador não viu, mas lhe contaram), evidencial inferido (caso o veiculador não viu, mas tem evidências da ocorrência da ação) e evidencial neutro (quando o veiculador não quer informar de onde veio a informação). Já para o futuro, a evidencialidade não importa, e pode ou não ser marcado pelo morfema =pö.
| Tempo                        | Evidencial | Evidencial   | Evidencial       |
| Tempo                        | neutro     | testemunhado | não testemunhado |
| ---------------------------- | ---------- | ------------ | ---------------- |
| Presente                     | =a / ∅     | =la / ∅      | =i               |
| Passado recente              | =ma        | =he          | =i               |
| Passado hodierno não recente | =ma        | =pi          | =i               |
| Passado pré-hodierno         | =ma        | =pili        | =li              |

Exemplos:
Neutro:
1. ki hamö ipa sai a öpa kölöa
Minha casa é lá (rio abaixo)
2. sama a pata häläkölöma
A anta nadava (rio abaixo)

Testemunhado:
1. sätänapi töpö kalipalo kulali
Os não indígenas estão trabalhando rio acima (presente)
2. sätänapi töpö kalipalo ke
Os não indígenas trabalharam [agora há pouco] (passado recente)
3. sätänapi töpö kalipalo kipi
Os não indígenas trabalharam [hoje de manhã] (passado hodierno não recente)
4. sätänapi töpö kalipalo kipili
Os não indígenas trabalharam [ontem ou antes] (passado pré-hodierno)

Não testemunhado:
1. ĩ tähä sami motola a wania sisapasoma thai
Naquele momento, somente o motor quebrou
2. mala ti kelasoma thali
A mala caiu

##### Presente habitual e passado imperfectivo
O presente habitual e o passado imperfectivo são exceções as regras de tempo. 
O passado imperfectivo indica uma ação que estava em andamento no passado, e é caracterizado por não possuir morfemas apenas para os verbos dinâmicos, enquanto os demais apresentam o morfema =o.
Exemplos:
1. Sanöma tönö hitiki tusäma 
 O sanöma estava cortando a árvore (verbo dinâmico)
2. hoko tä paoma
 A lanterna estava apoiada no chão (verbo posicional)

O presente habitual representa ações ou eventos realizados com frequência, como "Eu estudo todos os dias"; ações ou eventos do qual se tem conhecimento ou competência para serem realizados, como "Ele entende português", e  para expressar características ou posições de uma entidade no momento da fala, como "Você está doente". Por possuir essas características, o passado habitual não tem um morfema fixo que apresente marcação temporal, mas apesar disso, cada classe de verbos é marcada por diferentes morfemas para expressar o passado habitual. Os verbos dinâmicos usam o morfema =ö; os posicionais utilizam =a; os atributivos não recebem morfema e os irregulares podem usar tanto o =ö quanto o =o.
Exemplos:
1. ipa sai sa a thaö 
 Eu faço a minha casa (verbo dinâmico)
2. Pakokai a loa
 Pakokai está sentada (verbo posicional)
3. wö a hute
 O cesto está pesado (verbo atributivo)
4. hi ti naha ipa ulu töpö tuoö
 Meus filhos sobem em árvore (verbo irregular)

### Sentenças

#### Ordem e alinhamento das sentenças
Diferentemente da Língua Portuguesa, que segue o alinhamento nominativo-acusativo, o sanöma segue o alinhamento ergativo-absolutivo. No nominativo-acusativo, o sujeito de um verbo transitivo e o sujeito de um verbo intransitivo são marcados com o mesmo caso, o nominativo, enquanto o objeto dirteto do verbo transitivo é marcado pelo caso acusativo. Já para linguas ergativas-absolutivas, o caso absolutivo é usado tanto para o objeto direto de um verbo transitivo quanto para o sujeito de um verbo intransitivo. Isso significa que o sistema ergativo-absolutivo trata o objeto direto de um verbo transitivo da mesma forma que trata o sujeito de um verbo intransitivo.
Ademais, o sanöma possui características típicas de línguas de núcleo final, e assim como as outras línguas da familia yanomami, segue a ordem de sujeito-objeto-verbo (SOV) para organização das sentenças transitivas, como em sanöma tönö salo a oalöma (O sanöma comeu o animal), e sujeito-verbo (SV) para as sentenças intransitivas, como em salo a nomasoma (o animal morreu). Há também a possibilidade da ordem de objeto-sujeito-verbo (OSV), mas isso ocorre com menor frequência.
Quando ocorrem argumentos oblíquos em uma frase, eles costumam estar antes do verbo, podendo variar de posição entre antes ou depois do sujeito. Com menor frequencia, também podem aparecer depois do verbo. Apesar da mobilidade dos argumentos oblíquos, eles não podem aparecer entre o objeto e o sujeito.

#### Posposições
O sanöma se organiza de modo a priorizar a posição do núcleo final, por isso há ocorrência de posposições e não preposições como no português. Abaixo seguem dois exemplos do posicionamento das posposições. É possível ver que o clítico locativo =hamö sucede o termo Boa Vista, ficando "Boa Vista para" ao invés de "para Boa Vista", como seria no português. Da mesma forma, o clítico =naha ocorre após o nome fogo, gerando a ordem "fogo no" e não "no fogo".
Exemplos:
1. Boa Vista hamö sa huu pia kule 
 Eu vou para Boa Vista
2. koataka naha wa amo halo sapanö 
Depois de assar seu embrulho de cogumelos no fogo...

#### Omissão de termos da sentença
Uma característica comum entre as línguas yanomami é a possibilidade de se omitir os argumentos centrais das sentenças sem prejudicar a compreensão, uma vez que as marcas de concordância permitirem indentificar os argumentos centrais (sujeito de verbos transitivos e sujeito e objeto de verbos intransitivos). Essas marcas de concordância correspondem aos clíticos, que costumam apresentar o gênero e o número por me dos argumentos centrais por meio dos verbos. 
Exemplos:
1. (ana) amo halo saköma 
 assou a trouxa (de cogumelos)
2. (ala) a loa kule 
(a arara) está pousada

## Vocabulário

### Lista de Swadesh
A Lista de Swadesh é uma compilação de palavras que, teoricamente, estariam presentes em todas as línguas do mundo, sem exceção. Abaixo segue a lista de swadesh de 100 palavras em português e sanöma:

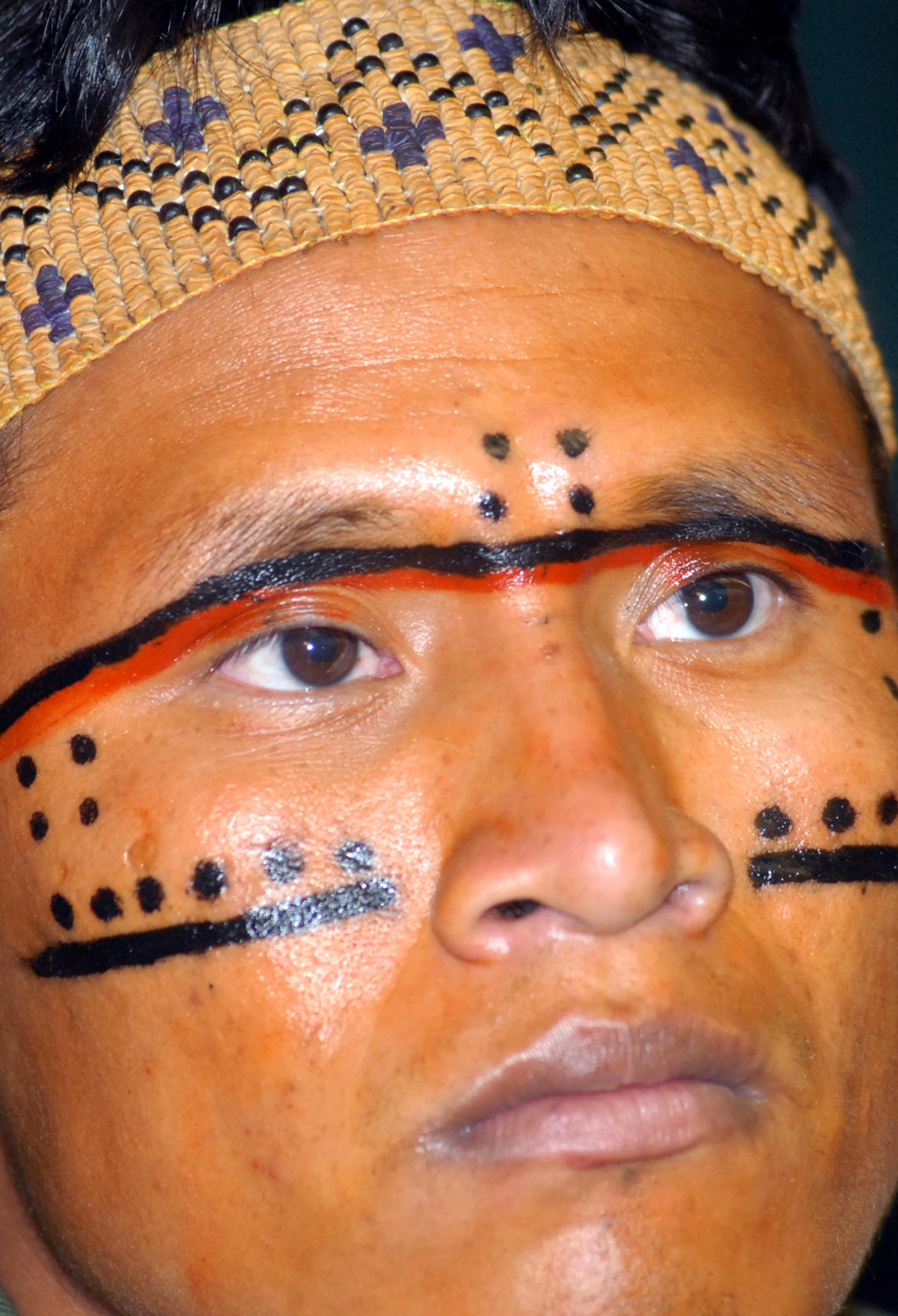
Homem yanomami

| N° | Português     | Sanöma                              | N°  | Português   | Sanöma                |
| -- | ------------- | ----------------------------------- | --- | ----------- | --------------------- |
| 1  | eu            | kami                                | 51  | seios       | pili a paluku         |
| 2  | você          | kawa                                | 52  | coração     | koso                  |
| 3  | nós           | kami samakö                         | 53  | fígado      | ---                   |
| 4  | esse          | hi / mi                             | 54  | beber       | suapaö / koalö / koaö |
| 5  | aquele        | ki                                  | 55  | comer       | oaö                   |
| 6  | quem?         | witi wa?                            | 56  | morder      | ösö wälali            |
| 7  | o quê?        | wina                                | 57  | ver         | mööma                 |
| 8  | não           | ma                                  | 58  | ouvir       | taama                 |
| 9  | todos         | pewö                                | 59  | saber       | taö                   |
| 10 | muitos        | satehe                              | 60  | dormir      | mia / mioö            |
| 11 | um            | sami                                | 61  | morrer      | taköö / nomasoö       |
| 12 | dois          | polakapi                            | 62  | matar       | sasu / niapaö / säpaö |
| 13 | grande        | pöpönö / pee                        | 63  | nadar       | hälaö                 |
| 14 | longo         | lape                                | 64  | voar        | katäö                 |
| 15 | pequeno       | wini                                | 65  | andar       | huu                   |
| 16 | mulher        | suö                                 | 66  | vir         | ---                   |
| 17 | homem         | wano tä /wano a                     | 67  | deitar      | pilia / paa           |
| 18 | pessoa        | ---                                 | 68  | sentar      | tipi / loa / loö      |
| 19 | peixe         | um nome para cada tipo. Ex: konoi a | 69  | ficar de pé | hoköhokömoö           |
| 20 | passáro       | um nome para cada tipo. Ex: manu a  | 70  | dar         | toto                  |
| 21 | cachorro      | pole a                              | 71  | dizer       | kuu                   |
| 22 | piolho        | ---                                 | 72  | sol         | motokö                |
| 23 | árvore        | hii tiki                            | 73  | lua         | pilipoma              |
| 24 | semente       | sanimö amo                          | 74  | estrela     | sitikali              |
| 25 | folha         | sanakö                              | 75  | água        | maa tu                |
| 26 | raiz          | nasökili                            | 76  | chuva       | maa tönö              |
| 27 | casca         | palaitata (casca de árvore)         | 77  | pedra       | maama                 |
| 28 | pele          | ösö                                 | 78  | areia       | makamakapö            |
| 29 | carne         | pili/salo a sãi                     | 79  | terra       | masi tä               |
| 30 | sangue        | iä                                  | 80  | nuvem       | iliasi tä             |
| 31 | osso          | thuutu                              | 81  | fumaça      | wãki si               |
| 32 | graxa/gordura | ---                                 | 82  | fogo        | koataka               |
| 33 | ovo           | kelaka a tete                       | 83  | cinzas      | ĩsõnopö               |
| 34 | chifre        | ---                                 | 84  | queimar     | hösäka                |
| 35 | cauda         | sina                                | 85  | caminho     | pilitiso              |
| 36 | pena          | maiki                               | 86  | montanha    | hemo tä / heuma tä    |
| 37 | cabelo        | henuku / hunuku                     | 87  | vermelho    | hanaha                |
| 38 | cabeça        | he                                  | 88  | verde       | liä / luö             |
| 39 | orelha        | sömöka õsi                          | 89  | amarelo     | hane                  |
| 40 | olho          | mamo                                | 90  | branco      | ausi                  |
| 41 | nariz         | hĩsoka                              | 91  | preto       | usipö                 |
| 42 | boca          | kai                                 | 92  | noite       | mumi                  |
| 43 | dente         | naköpö                              | 93  | quente      | sopi                  |
| 44 | língua        | ãka                                 | 94  | frio        | wati                  |
| 45 | garra         | ---                                 | 95  | completo    | ---                   |
| 46 | pé            | ami                                 | 96  | novo        | ---                   |
| 47 | joelho        | maheko                              | 97  | bom         | topa                  |
| 48 | mão           | ami                                 | 98  | redondo     | sipo tä               |
| 49 | barriga       | pösömö / nipö ösö                   | 99  | seco        | hãsiti                |
| 50 | pescoço       | olai                                | 100 | nome        | hilo                  |

### Plantas e animais
A tabela abaixo mostra alguns nomes de plantas e animais na língua sanöma:

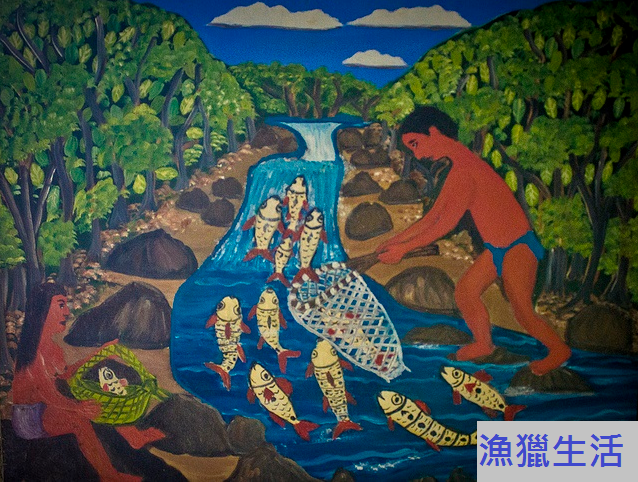
Ilustração da vida de caça e pesca dos yanomami

| Português            | Sanöma                                                       |
| -------------------- | ------------------------------------------------------------ |
| abacaxi              | [ˈsã∙mã]                                                     |
| abóbora              | [tũˈnã∙mõ]                                                   |
| açaí                 | [ˌa∙zaˈgã∙mũ]                                                |
| anta                 | [ˈsã∙mã]                                                     |
| aracuã               | [ha∙ɾo∙ɣa∙mə͂ ˈa] ~ [ha∙ɾo∙ga∙mə͂ ˈa]                          |
| aranha               | [ˌwa∙lɔˈdi]; [waʃˈkoj]                                       |
| arara                | [ˈa∙la]                                                      |
| ariranha             | [ˌhã∙da∙mɨ͂ˈa]                                                |
| ave                  | [mã∙nũˈa]                                                    |
| bacaba               | [ho∙koˈã∙mũ] ~ [ho∙koˈã∙mõ]                                  |
| banana               | [õ∙koˈmã]; [te∙le∙gɨ∙leˈmə͂ ]                                 |
| banana (banana roxa) | [ˌha∙duˈkɨ∙gɨ]                                               |
| batata-doce          | [hũ∙kõ∙mə͂ ˈa] ~ [hõ∙ko∙mɨ͂ˈa]                                 |
| cachorro             | [po∙leˈa]                                                    |
| calango              | [to∙mãˈkɨ]                                                   |
| cana (preta)         | [ˌu∙ʃĩˈmã∙su]                                                |
| cana-de-açúcar       | [ˈpuː∙sɨ]                                                    |
| caranguejo           | [ˈõ∙ko]                                                      |
| coruja               | [ˌtʰo∙lo∙laˈmã]                                              |
| cupim                | [ã∙nẽˈbo]; [ã∙nẽˌbõ∙mã∙mũˈhã∙mã]                             |
| flor                 | [ˈpĩ∙ʃa#ˈã∙de]                                               |
| formiga saúva        | [ã∙mũˌdu∙ʎiˈa]; [ˌku∙ʒĩˈã∙ka]                                |
| fruta (ingá branco)  | [teˌbus∙auˈʃi]                                               |
| fruta (murici)       | [ã∙nãˌba∙ɾaˈmõ]                                              |
| galo-da-serra        | [e∙oˈnĩ∙a]                                                   |
| gavião               | [ka∙ɣəˌka∙mɨ͂ˈa]; [kõã∙ba∙zaˈwaj]                             |
| goiaba               | [ku∙i∙aˈba∙mõ]                                               |
| inajá                | [ho∙goˌla∙ʃiˈã∙mũ]                                           |
| inhambu              | [ˌhã∙ʒĩ∙mõˈa]; [ˌha∙ʒi∙mũ∙soˈhã∙mɨ͂∙a]                        |
| jabuti               | [ˌto∙ɾo∙ʎaˈsaj]; [ˌto∙ɾo∙ʎiˈmãʒ∙toj]                         |
| jararaca             | [a∙lo∙ɔ͂ ∙mɨ͂ˈkɨ∙gɨ]                                           |
| jiboia               | [he∙du∙kɨʔ] ~ [he∙duˈgɨ∙gɨ]                                  |
| juriti               | [ho∙le∙toˈa]                                                 |
| larva de besouro     | [hũ∙mõˈa]                                                    |
| macaco               | [hã∙zoˈa]; [ko∙a∙lɨ∙a]                                       |
| macaco-prego         | [ˌwa∙ʃiˈa]                                                   |
| mamão                | [sa∙koˈnãj]                                                  |
| marimbondo           | [ˌhẽ∙nã∙boˈa] ~ [ˌhẽ∙nã∙poˈa]; [pa∙sa∙nãjˈmə͂ ]; [ʃiˈa∙wajˌa] |
| mel de abelha        | [ãˌmĩ∙ʃiˈo∙lʌ]                                               |
| minhocoçu            | [ho∙lə∙mãˈkɨ∙gɨ]                                             |
| morcego              | [ˌhə∙wə∙po∙ɾo∙mɨ͂ˈgɨ∙gɨ]; [hə∙wəˈa]                           |
| onça                 | [ˈɨ∙la]                                                      |
| onça parda           | [ˈɨ∙la#ˌhe∙guˈhe∙ku∙mɨ͂∙a]                                    |
| paca                 | [ã∙mũˈtʰa]                                                   |
| patoá                | [ˌha∙bɨˈã∙mõ] ~ [ha∙bɨˈã∙mũ]                                 |
| peixe (jeju)         | [ã∙mãˌɾoʒ∙ʎe∙mɨ͂ˈa]                                           |
| pica-pau             | [te∙so∙aˈmə]                                                 |
| pombo                | [hõ∙nãˈmã]                                                   |
| porco espinho        | [ˌhi∙waˈla]; [ho∙bɨˈa]                                       |
| pupunha              | [ˌla∙sãˈmõ]                                                  |
| quati                | [sa∙lu∙ʃiˈa]                                                 |
| rato                 | [ha∙zɐ∙tʰo∙lo∙bo∙a]; [tʰo∙loˈbo]                             |
| saracura             | [ho∙gʌˌho∙gʌ∙mɨ͂ˈa]                                           |
| tamanduá             | [tɨ∙bɨˈa]                                                    |
| taquara              | [ˈla∙ka]                                                     |
| tatu                 | [o∙boˈa]                                                     |
| veado                | [ˈha∙ʦa] ~ [ˌha∙zaˈa]                                        |
| veado roxo           | [ha∙zəˈka∙ɾə͂ ∙mɨ͂ˌã] [ha∙zaˈga∙ɾə͂ ∙mɨ͂ˌã]                      |

### Graus de parentesco
Abaixo seguem alguns nomes no qual os sanöma chamam pessoas da sua família, ou de outras famílias:
| Português               | Sanöma                          | Exemplos |
| ----------------------- | ------------------------------- | --- |
| mãe                     | nao / napa / nawa               | au nao a (sua mãe) ipa nawa (minha mãe) |
| pai                     | hapa / pö a                     | kama hai î pöa naha kunatoi a namö wani noka salöma (Kunatoi foi caçar com seu pai) |
| filha                   | thäwä a / pete a                | ipa thäwä a (minha filha) awai ipa pete a (sim, é minha filha) |
| filho                   | pelupö a                        | pöpönö anö pelupö a mai hotepamanöma (a mãe girou o filho para ele melhorar) |
| irmã                    | hose a                          | au hose a (sua irmã) |
| irmão                   | pese a / hepala / sawa          | kama hai ĩ pese a (irmão dele/a) ipa hepala a naha sa hapaloma (falei com meu irmão) ipa sawa (meu irmão)                                                                                                 |
| irmão mais novo         | pese ose a / poosa / sao osa    | kama hai ĩ pese ose a (irmão mais novo dele/a) sätänapi töpö ilupö naha kakokai anö hama hai ĩ poosa kai hulasolöma (Pakokai foi com seu irmão mais novo para a cidade) ipa sao osa (meu irmão mais novo) |
| irmão/irmã mais velho/a | pese pata a / sao pata / pepala | wina kui kama hai ĩ pelala töpö kua? (Quantos irmãos mais velhos ele tem?) |
| tia                     | pöpönö osa                      | kunatoi anö kama hai ĩ pöpönö osa noka palama kule (kunatoi está acompanhando sua tia) |
| primo/cunhado           | soli a                          | ipa soli a (meu cunhado) |
| sogro                   | pösösö a                        | ipa pösösö a (meu sogro) |
| sogra                   | pisi a                          | ipa pisi a (minha sogra) |